# Beate Seidler
Beate Seidler (* 1962 oder 1963 als Beate Müller) ist eine ehemalige deutsche Squashspielerin.

## Karriere
Beate Seidler war in den 1980er- und 1990er-Jahren aktiv. Mit der deutschen Nationalmannschaft nahm sie 1985, 1987, 1989, 1990 und 1994 an der Weltmeisterschaft teil. Sowohl 1989 als auch 1990 belegte sie mit der Mannschaft den vierten Platz. In denselben Jahren stand sie auch im Hauptfeld der Weltmeisterschaft im Einzel. Ihr bestes Resultat war der Einzug in die dritte Runde im Jahr 1987, in der sie Joanne Williams unterlag. 1990, 1994 und 1995 stand sie außerdem im Kader bei Europameisterschaften und belegte 1994 den zweiten Platz.
1988 und 1989 wurde Seidler Deutsche Vizemeisterin hinter Sabine Schöne. Sie gewann in den Jahren 1984, 1990, 1994 und 1995 die deutsche Mannschaftsmeisterschaft. Die beiden letzten Titel gewann sie mit dem Paderborner SC, die zuvor mit dem SC Wuppertal und dem SC Ratingen.

## Erfolge
- Vizeeuropameisterin mit der Mannschaft: 1994
- Deutsche Vizemeisterin: 1988, 1989
- Deutsche Mannschaftsmeisterin: 4 Titel (1984, 1990, 1994, 1995)